# Midlothian
Midlothian (em gaélico escocês: Meadhan Lodainn) é uma área de conselho (Council Area), uma das 32 novas subdivisões administrativas da Escócia, criada em 1996. Possui 263,4 quilômetros quadrados e segundo censo de 2020, havia 93 150 habitantes.

## Geografia
Midlothian abrange uma área suburbana e rural ao sul e sudeste de Edimburgo. Ao norte, ocupa a planície costeira baixa que faz fronteira com o estuário do Forth. O resto é um país suavemente ondulado e gradualmente se inclina para cima até as colinas Moorfoot no sul. O rio Esk flui para o norte através da área para drenar para estuário do Forth. Toda sua extensão está compreendida no interior dos limites do antigo condado de Midlothian, que tinha uma extensão maior.

## História
Em Midlothian foram descobertos restos de fortes pré-históricos em várias colinas e assentamentos romanos em Inveresk e Cramond, que provavelmente ficavam ao longo da principal estrada romana que levava ao norte da Inglaterra. Junto com o resto da região de Lothian, o condado histórico de Midlothian foi posteriormente mantida pelos anglo-saxões do Reino da Nortúmbria, mas no século XI o rei Malcolm II da Escócia (r. 1005–1034) conquistou a área. Edimburgo tornou-se a capital da Escócia no século XV e a história de Midlothian desde então é essencialmente a de Edimburgo, com o condado sendo conhecido até o século XX como Edimburgo.